# لودویگ فیشر
لودویگ فیشر (۱۶ آوریل ۱۹۰۵–۸ مارس ۱۹۴۷) وکیل، سیاستمدار و جنایتکار جنگی عضو حزب نازی اهل آلمان بود که به دلیل جرمهای جنگی خود اعدام شد.

## پیشینه
فیشر که در خانواده‌ای کاتولیک در کایزرسلاوترن به دنیا آمده بود، در سال ۱۹۲۶ در زمان دانشجویی به حزب نازی پیوست و در سال ۱۹۲۹ به اس‌آ پیوست و سرانجام به درجه گروپن‌فورر رسید. در سال ۱۹۳۷، او به عضویت رایشتاگ انتخاب شد.

## کارها در جریان اشغال لهستان
آلمان در سپتامبر ۱۹۳۹ به لهستان حمله کرد. در ۲۴ اکتبر ۱۹۳۹ فیشر مدیر ارشد (و در سال ۱۹۴۱ فرماندار) ناحیه ورشو در دولت عمومی (منطقه‌ای از لهستان که آلمان به‌طور رسمی به خاک خود ضمیمه نکرده بود) شد. وی این منصب را تا هنگام بیرون رفتن نیروهای آلمانی از ورشو در ژانویه ۱۹۴۵ نگاه داشت.
فیشر مسئول مستقیم تعدادی از جنایات جنگی و جنایات علیه بشریت بود. او بر ایجاد گتوی ورشو نظارت داشت و بسیاری از قوانین یهودستیزانه را صادر کرد و همچنین در برچیده شدن خونین و تبعید ساکنان گتو شرکت داشت. فیشر همچنین مسئول ایجاد وحشت در شهر اشغال‌شده، از جمله اعدام‌های دسته جمعی، کشتار برده‌کارگران و اخراج لهستانی‌ها و یهودیان لهستانی به اردوگاه‌های کار اجباری آلمان نازی بود. دادگاه‌های ویژه جنبش مقاومت لهستان او را به جرم جنایت علیه شهروندان لهستانی به اعدام محکوم کرد. نام او نخستین بار در فهرست «عملیات سران» قرار گرفت؛ فهرستی از ترورهای سریالی کارکنان دولت نازی که توسط مقاومت لهستان صورت گرفت. پیش از قیام ورشو در سال ۱۹۴۴، اتومبیل او در عملیاتی موسوم به «عملیات شکار» (به لهستانی: Akcja Polowanie) مورد هدف قرار گرفت، اما فیشر زنده ماند.
پس از شکست قیام ورشو از اوت تا اکتبر ۱۹۴۴، فیشر نقش مهمی در نابودی ورشو توسط آلمان داشت. او همچنین مسئول شرایط بد در اردوگاه موقت انتقالی در حومه غربی ورشو در پروشکوف بود که نازی‌ها برای زندانیان اخراج شده از پایتخت ایجاد کرده بودند.

## پس از جنگ و محاکمه
فیشر پس از جنگ توسط نیروهای متفقین دستگیر و به مقام‌های لهستانی تحویل داده شد. وی در دادگاه عالی ملی محاکمه و به اعدام محکوم شد. یانکیل ویرنیک، بازمانده قیام تربلینکا و ورشو، در محاکمه وی در سال ۱۹۴۷ شهادت داد. در نهایت، وی در سن ۴۱ سالگی در زندان موکوتوف ورشو به دار آویخته شد.